# Claudemir
Claudemir Domingues de Souza (27 de marzo de 1988), más conocido como Claudemir, es un futbolista brasileño que juega como centrocampista en el Grêmio Desportivo São-Carlense de Brasil.

## Carrera deportiva
En 2008, Claudemir fichó por el Vitesse, club de la Eredivisie neerlandesa. Su paso por el Vitesse duró 2 años, durante los cuales se convirtió en un jugador vital para su equipo. A pesar de ello, y debido a los problemas financieros que atravesaba el conjunto neerlandés, el Vitesse se vio obligado a vender a Claudemir, y aceptó la oferta que venía del campeón de Dinamarca, el FC Copenhagen.
El 20 de junio de 2010, el conjunto danés hizo oficial la contratación hasta 2015 de Claudemir, cuyo traspaso fue cifrado en un millón de euros.
La carrera del centrocampista en el equipo de la capital danesa empezó de la mejor manera posible, dando asistencias de gol y con participaciones decisivas en los partidos. Rápidamente se ha convertido en uno de los jugadores favoritos de la afición, y actualmente se le considera una de las figuras de los "leones". Marcó su primer gol con la camiseta del FC Copenhagen contra el FC Midtjylland, el 25 de septiembre de 2010.
Su nombre apareció en las principales páginas de los medios de comunicación deportivos de toda Europa el 3 de noviembre de 2010. La noche anterior, su equipo empató a 1 contra el F. C. Barcelona en el Parken Stadion en un partido de Liga de Campeones, sobre todo gracias a una gran actuación de Claudemir, que además anotó el gol de su equipo.
En enero de 2015 firmó para el Brujas, logrando ganar en 2016 la Jupiler Pro League.
Tras su paso por el Al-Ahli, volvió a Europa en julio de 2018 para jugar en el SC Braga.
El 25 de enero de 2020, el Sivasspor anunció su fichaje firmando un contrato de un año y medio.